# União Budista Portuguesa
A União Budista Portuguesa (UBP) é uma organização religiosa de direito privado e sem fins lucrativos que congrega grupos, organizações e comunidades legalmente constituídas em Portugal que professem a religião budista, em qualquer uma das suas tradições, com o intuito de os apoiar nos seus diferentes interesses e necessidades.
De acordo com os seus estatutos, a UBP tem como objectivo contribuir para a preservação dos ensinamentos do Buda Shakyamuni, promovendo o seu estudo e prática, bem como a integração dos seus valores na sociedade portuguesa.
Tem sido um mediador entre os seus membros e o Estado português, outras confissões religiosas e instituições, bem como de congéneres internacionais, nomeadamente a União Budista Europeia. Actualmente, a União Budista Portuguesa reúne escolas das tradições vietnamita, chinesa, japonesa e tibetana.

## História
A União Budista Portuguesa foi fundada em 24 de Junho de 1997, tendo ingressado na União Budista Europeia em 1998.

## Actividades
- Dinamização e apoio de eventos e conferências de Mestres das diferentes tradições budistas, nomeadamente as visitas de Sua Santidade o XIV Dalai Lama, Tenzin Gyatso, a Portugal em 2001 e em 2007.[3]
- Promoção do acesso a textos budistas.
- Dinamização e/ou apoio de actividades de estudo e de meditação, incluindo retiros, palestras, cursos e aulas regulares.
- Apoio a estudantes e a investigadores em estudos sobre o Budismo.
- Participação e promoção do Diálogo Inter-Religioso.[4][5][6]
- Participação em diálogos sobre Ética e Saúde.[7]
- Celebração de casamentos e cerimónias de bênçãos a recém-nascidos.
- Acompanhamento de doentes em fase terminal em ambiente hospitalar.
- Realização de rituais fúnebres.

Partindo de uma perspectiva aberta e não sectária, as actividades promovidas pela UBP são abertas a todos os que se interessem pelo Budismo, incluindo os que não se reconheçam nas tradições representadas ou mesmo os que não se considerem Budistas.